# Kalonda
Kalonda – wieś (obec) na Słowacji położona w kraju bańskobystrzyckim, w powiecie Łuczeniec. Pierwsze wzmianki o miejscowości pochodzą z roku 1238. 
Według danych z dnia 31 grudnia 2012, wieś zamieszkiwało 213 osób, w tym 102 kobiety i 111 mężczyzn.
W 2001 roku rozkład populacji względem narodowości i przynależności etnicznej wyglądał następująco:
- Słowacy – 30,96%
- Czesi – 0,42%
- Węgrzy – 63,6%

Ze względu na wyznawaną religię struktura mieszkańców kształtowała się w 2001 roku następująco:
- Katolicy rzymscy – 81,17%
- Grekokatolicy – 0,42%
- Ewangelicy – 5,86%
- Ateiści – 5,44%
- Przedstawiciele innych wyznań – 0,42%
- Nie podano – 6,69%